# 美國郵區編號

六十、七十年代，ZIP先生為美國郵政推廣ZIP編號

美國郵區編號（英語：ZIP Code）是美國郵政使用的一種邮政编码，一般常以大寫ZIP。ZIP是英語：（地區改進計劃）的簡稱，它暗示郵件可以以更有效率及快捷地送到目的地。最基本的ZIP編號包括五個號碼，隨後增加了四個號碼，使郵件可以更精確地傳送到目的地。增加號碼後的ZIP編號稱為"ZIP+4"。ZIP編號曾被美國郵政註冊成一個商標，但其註冊至今已經過期。

## 歷史
由1943年開始，美國在一些大城市的郵政實行郵政分區，例如：
（為了表現ZIP編號在美國的實際應用方式，以下地址例範使用英文地址的排序方式，即次序與中文地址相反）
例子甲一：
約翰·史密斯
3256 附帶大道
明尼阿波利斯市 16，明尼蘇達州
例子甲二：
維基媒體基金會
200 第二大道南 #358
聖彼得堡 1，佛羅里達州
例子甲一的"16"和例子甲二的"1"便是該城市內的郵區編號。直至20世紀60年代早期，美國需要一套更普遍的郵區編號系統，因此一套非強制性的ZIP編號於1963年1月1日開始在美國全境使用。郵政局職員羅拔·蒙被認為是ZIP編號的始創人。1944年，當他在郵政局當郵件檢查員的時候，他提交了一份有關ZIP編號的建議書。郵政局將羅拔的ZIP編號的首三碼用於表示國家內的區域，在大部分情況下尾二碼所表示的意思與舊有的郵區編號相同，例如：
例子乙一
約翰·史密斯
3256 附帶大道
明尼阿波利斯市，明尼蘇達州 55416
例子乙二
維基媒體基金會
200 第二大道南 #358
聖彼得堡，佛羅里達州 33701
在1967年，二等和三等的大型郵件寄件者被強制使用這套系統，之後這套系統快速地被大眾普遍承認。最初，美國郵政使用卡通人物ZIP先生來向大眾推廣ZIP編號。他經常與「使用ZIP編號（USE ZIP CODES）」的字句一起被印刷在郵票的邊緣、或小冊子的封面上。但是，美國郵政唯一一次用於推廣ZIP編號而推出的郵票並沒有印上ZIP先生。
1983年，美國郵政開始使用一套改良了的ZIP編號，稱為"ZIP+4"，通常被簡稱為「加四編號」或「添加編號」。
例子丙
維基媒體基金會
200 第二大道南 #358
聖彼得堡 FL 33701-4313
除此之外，美國郵政在其網站 （页面存档备份，存于）上提供一項名為「尋找ZIP編號」的，它可提供一個可供光學文字辨識器或掃瞄器辨識的地址格式。
ZIP+4編號使用原有的五個編號，再加上額外的四個編號，去識別五位編號的目的地內的地理分區，例如大廈、一組公寓、個體大量收件戶或其他可以使用額外識別器以加強郵件分類及送件效率的單位。通常ZIP+4編號只會用在郵件的預先分揀。郵件一般都會被一部可以即時確定有效的ZIP+4編號的多行光學文字辨識器閱讀。當遇上要送件至一個更精確的地方時，可以在信封上貼上一個有十一個位的郵網條碼。這項科技令傳送郵件的速度及準確性大升，使郵寄服務成本得以在十年來一直維持不變。
一般來說，每一個寄件箱都有一個自己的ZIP+4編號。它的添加編號通常是寄件箱的最後四碼，或者，在不足四個編號的寄件箱上，會在ZIP編號上加上足夠的"0"來令它變成一個四位數號碼。但這不是統一的規定，因此所有寄件箱都有一個自己的ZIP+4編號。
添加編號9998經常被用作寄往郵政局局長的信的收件地址（給要求印上郵戳的信通常寫上地址）。9999編號是用作存局侯領或其添加編號有很多個位的商業回郵。一個獨一無異的ZIP編號是典型的0001。

## 郵政條碼

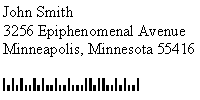
這個是以郵網條碼表示的ZIP編號55416的地址

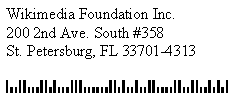
這個是以郵網條碼表示的ZIP編號33701-4313的地址

ZIP編號經常會被翻譯為一個條碼（POSTNET，Postal Numeric Encoding Technique），並印於信封上，這樣做的目的是為了讓機器能更容易地對郵件進行分類。與大部分其他條碼不同的是，郵網使用的是長和短的條碼，並非一般的粗和細的條碼。這個條碼可以被任何寄件者自行印刷在信封上（使用一些文字處理軟體來印刷，例如：WordPerfect和Microsoft Word），或者，郵政局會在處理郵件時在信封上面印上。郵政局通常會用光學文字辨識器去閱讀條碼，但在有需要的情況下會用肉眼分辨，因為機器有時會在明信片的錯誤地方上印上條碼，使明信片被塗污。
郵寄大型郵件的寄件者，如果預先在郵件上印上條碼，他們將可獲得折扣優惠。這對郵件的地址資料有更高的要求；它的郵寄列表要定要符合最新的準確識別支援系統認證軟件的標準，及要有一個有效的ZIP+4編號及兩個額外用作表示正確目的地的編號（5+4+2，共11個編號）。除此之外，郵件一定要被預先分揀到一個特設的方案裡，並附帶一個可供核實的文件。這些步驟通常會被一套可印製條碼地址的PAVE認證軟件完成。
這意味著在美國國內的每一個收件地點理論上都有一個自己的十一位數的編號。收件地點的數位（十位數或十一位數）是按照地址上的第一或第二個號碼來計算的。美國郵政公佈了一套名為CASS的技術指南去計算收件點。最後一個碼是一個檢查點，它是由全部五、九或十一位ZIP編號計算出來的。應用程式只需印上如/100010001007/之類的編號在十二點郵網上，就是一個正確的條碼。在條碼上，斜線會被翻譯為開始或停止字母（以一條長條表示），而每一個編號都會被翻譯為一系列的兩個長條及三個短條。
在商業回郵中，會使用面對確認標記顯示郵件的定位，因為這些郵件通常沒有貼上郵票或被郵資機印上螢光的油墨（用作被機器定位郵件）。另外，若郵件上的FIM編號有印上A及C，則表示郵件上有郵網條碼，令它可跳過被多行光學文字辨識器閱讀的程序，直接使用條碼掃瞄器閱讀。因此，雖然禮貌回郵及郵戳回郵會貼上郵票或印上郵資機的印刷，但它們仍會被印上一個典型的FIM A編號去表示這封郵件有郵網條碼。

## 美國各區域的ZIP編號

### ZIP編號分佈地圖
ZIP編號的第一個位表示該編號位於美國國內（及海外屬地）的哪一個區域，各數字表示的區域如下圖所示。

圖示美國各州的郵區編號，字頭相同的州份會以相同顏色表示

### ZIP編號分類列表
括弧內的是該地區的郵政縮寫。

## 其他用途
除了美國郵政之外，其他商業郵寄公司如FedEx、联合包裹服务公司及DHL都會使用ZIP編號來進行內部作業。這令顧客可以不需使用其他路徑代码，如目的地機場或火車站的IATA編號。
ZIP編號不只用作追蹤郵件的位置，它亦為美國提供了地理數據。如美国人口调查局持續地追蹤著每一個ZIP編號中心點的緯度及經度，這些資料被許多其他公司售賣。這些資料經常在稱為「ZIP編號市場策劃」的直接郵件活動中使用。而商店的收銀員有時亦會詢問顧客的住址的ZIP編號，目的是收集顧客的購物模式資料。公司或專家會分析這些資料去決定應該在何處開設新生意。最後，ZIP編號資料亦被使用在分析地理要素。

## 菲律賓
「ZIP編號」這個詞語亦被菲律賓來命名其郵區編號，它被菲律賓郵政有限公司使用。與美國的ZIP編號不同的是，菲律賓的ZIP編號使用四位數。在馬尼拉以外的城市只使用一個編號，而馬尼拉則使用多於一個的編號。

## 流行文化
- 在1964年，一隻被美國林務局用作宣傳防止山火的思莫基熊（英语：Smokey Bear）受到大眾的熱烈歡迎，牠收到很多支持者寄來的信件，因此牠被授予一個自己的ZIP編號，20252。
- 在1960年代，大受歡迎的電視劇蝙蝠俠的主角的居住地點的ZIP編號是9999979。儘管這顯然不是正確的ZIP編號，但這仍引起了大眾對當時正在起步階段的ZIP編號的注意。
- 在基於電視劇綠色田野（英语：Green Acres）改編的電影中，Hooterville的ZIP編號是「40516及一半」。
- 美國的「政府消費者資訊中心」其下的「公共服務通知」因其擁有ZIP編號81009而聲名大噪。
- 俄亥俄州的Newton Falls（英语：Newton Falls, Ohio），有一個44444的ZIP編號。
- 在一套美國電視劇的情節（英语：The Betrayal）中，一個美國郵政的雇员，告訴他的女朋友：「你想知道ZIP編號的秘密嗎？它們根本沒意義！」。
- 美國電視劇《飛越比佛利》及《90210》，原名是起源自加州比華利山的其中一個ZIP編號。

### 美國郵區編號
- 美國ZIP編號列表
- ZIP編號縮寫列表

### 其他國家的郵區編號
- 郵區編號

## 外部連結
- ZIP Code lookup （页面存档备份，存于） - 美國郵政有關ZIP編號的網站。
  - USPS Five-Digit ZIP Product - 商業產品
- ZIP Code datasets - 由美国人口调查局提供的免費ZIP編號資料表
- Zipdecode - 由麻省理工媒体实验室提供的Java applet